# Pascuala García Martínez
Pascuala García Martínez (Cañada, Alicante, 16 de octubre de 1970) es una científica española, catedrática de Óptica y Doctora en ciencias físicas por la Universidad de Valencia.

## Trayectoria científica
Pascuala García realizó sus estudios en la Universidad de Valencia, licenciándose ciencias físicas en 1993. Obtuvo el doctorado en 1998 con su tesis Correlaciones morfologica i no lineals obtingudes per metodes opticodigitales dirigida por Carlos Ferreira García. Desde 2017 es Catedrática de Universidad, en el área de conocimiento «Óptica», adscrita al departamento de Óptica y Optometría y Ciencias de la Visión.
Su principal campo de investigación se centra en el estudio de los moduladores espaciales de luz, en el caracterizado y aplicación de los cristales líquidos, el procesado óptico-digital de imágenes, correlaciones no lineales y procesado morfológico. Actualmente su labor investigadora la realiza en la Universidad Miguel Hernández de Elche con el Grupo de Tecnologías Ópticas y Optoelectrónicas y a la Universidad de Valencia con el Grupo de Procesado Optoelectrónico de Imágenes.
Es coautora de más de 60 artículos en revistas internacionales, de 6 capítulos de libro y de unas 70 comunicaciones a congresos internacionales y nacionales. Ha colaborado en más de 25 proyectos de investigación con fondos públicos. Además, también ha participado en empresas privadas como consultora.
Es miembro sénior de la SPIE (Sociedad Internacional para la óptica y la fotónica fundada en EE. UU. en 1955) desde 2010 y de la OSA (The Optical Society) desde 2015. También es miembro de otras asociaciones como: SEDOPTICA y EOS.
Desde 2002 es profesora titular en la Universidad de Valencia centrándose sus tareas como docente en la Licenciatura en Física y en la Licenciatura en Óptica y Optometría.
Ha sido invitada por el programa europeo Erasmus a enseñar en la École Nationale Supérieure de Physique de Marseille, Universidad de Aix Provence, en Marsella (Francia) en 2003.
Ha recibido la mención honorífica de Senior member del SPIE (The international society for optics and photonics) en 2010 y Senior member de la OSA (The Optical Society) en 2015.

## Compromiso social
Pascuala García es una activa defensora de la igualdad de género en la ciencia. Ha sido la coordinadora del nodo de la Comunidad Valenciana de AMIT (Asociación de Mujeres Investigadoras y Tecnólogas) desde 2005 hasta 2007 y desde 2011 es la secretaria del grupo de "Mujeres en Física" de la Real Sociedad Española de Física.
Ha sido miembro de la Comisión para la Elaboración del II Plan de Igualdad (2013-2017) de la Universidad de Valencia, así como la coordinadora de la exposición Investigadoras en la Luz y en las Tecnologías de la Luz para conmemorar el Año Internacional de la Luz (2015).
En la XXXVII Bienal de Física celebrada en Zaragoza en el año 2019, se debatió sobre la baja represeentación de las mujeres en esta materia y como ella misma destacó:

“La sociedad tiene que ver mujeres en ciencia y no solo en las carreras sino en el mundo laboral. Siempre será mejor un diseño de un prototipo si en su proceso ha sido muy participativo, porque se habrá pensado en las particularidades de los géneros. Hay que investigar con perspectiva de género y hay que introducir el género en la ciencia”

En ese evento se rindió homenaje a la aragonesa María Josefa Yzuel Giménez y a Pilar López-Sancho, fundadoras del Grupo Especializado de Mujeres en Física (GEMF) de la RSEF, por su labor en la defensa de la igualdad de derechos de las mujeres en ciencia, siendo entregada por Pascuala García Martínez, presidenta en ese momento.

## Selección de publicaciones
- García-Martínez, Pascuala; "Light has gender" en Optica pura y aplicada, 2171-8814, Vol. 49, N.º 1, 2016, págs. 101-102
- García-Martínez, Pascuala, Sánchez López, Mª del Mar, López Díaz, Ana Mª, Beléndez, Augusto; "Investigadoras en la luz y en las tecnologías de la luz" en Revista española de física, 0213-862X, Vol. 30, N.º 4, 2016 (Ejemplar dedicado a: Revista Española de Física), págs. 15-18
- García-Martínez, Pascuala, Sánchez López, Mª del Mar, López Díaz, Ana Mª, Beléndez, Augusto; "Las mujeres y la ciencia: iluminando a las investigadoras en el Año Internacional de la Luz" en 100cias@uned, 1989-7189, N.º 8, 2015, págs. 171-175
- Zapata Rodríguez, C.J., García-Martínez, Pascuala, Ferreira García, Carlos, Fernández, Isaac, Miret Mari, Juan José; "Sistemas interactivos eficientes para la tutorización y el autoaprendizaje de Óptica basados en la resolución gráfica de problemas" en Optica pura y aplicada, 2171-8814, Vol. 46, N.º 2, 2013 (Ejemplar dedicado a: Special: 10th Spanish National Meeting on Optics), págs. 197-203
- Ferreira García, Carlos, García, Javier, García-Martínez, Pascuala, Arsenault, Henri H., Esteve Taboada, José J., Vallés, José J.; "Correlaciones para el reconocimiento de imágenes de intensidad (2D) y de rango (3D)" en Optica pura y aplicada, 2171-8814, Vol. 38, N.º 2 (SEPTIEMBRE), 2005 (Ejemplar dedicado a: 10 Años RT:Procesamiento óptico imágenes), págs. 21-33
- Ferreira García, Carlos, García, Javier, García-Martínez, Pascuala, Réfrégier, Philippe ; "Diseño y caracterización de filtros de correlación basados en máxima verosimilitud" en Optica pura y aplicada, 2171-8814, Vol. 38, N.º 2 (SEPTIEMBRE), 2005 (Ejemplar dedicado a: 10 Años RT:Procesamiento óptico imágenes), págs. 35-46
- García-Martínez, Pascuala, García, Javer, de Dios, David; "Método de calibración en tiempo real para moduladores de cristal líquido" en Optica pura y aplicada, 2171-8814, Vol. 38, N.º 2 (SEPTIEMBRE), 2005 (Ejemplar dedicado a: 10 Años RT:Procesamiento óptico imágenes), págs. 67-74
- Moreno Soriano, Ignacio, García-Martínez, Pascuala, García, Javier, Otón, Joaquín; "Phase joint transform sequential correlator for nonlinear binary correlations" en Optics communications, 0030-4018, Vol. 245, N.º 1, 2005, págs. 113-12